# 今井信仲
今井 信仲（いまい のぶなか）は、戦国時代の武将。甲斐国武田氏の家臣。

## 経歴・人物
武田勝頼期の家臣で、同族に今井信元、今井信員などがいる。
初見史料は天正2年（1574年）6月24日（「矢崎家文書）で、勝頼が遠江高天神城を陥落させたことを祝うとともに、諏訪大社上社権祝の矢崎氏から送られたと思われる「某寺」から送られた見舞状に対して、祈祷に対する礼状を記している。この時点で「左近太夫」を名乗る。天正3年（1575年）11月の長野県辰野町諏訪神社棟札には「郡司今井左近太夫」と記され、武田氏の信濃領国のうち高遠城を中心とする上伊那郡の支配を担う「上伊那郡司」を務めている。
『甲乱記』によれば、天正10年（1582年）3月、織田信長・徳川家康連合軍による甲州征伐にて捕らえられ処刑された。